# 尚允讓
尚允讓（？—？），和名與那城王子朝紀，琉球國第二尚氏王朝攝政。與那城御殿七世。
向允讓出生於向氏小波津殿內家族，此家族是與那城御殿的分支。波平按司朝武無子，由向允讓入繼家統，稱仲里按司朝紀。
咸豐九年（1859年），牧志恩河事件發生，三司官馬克承（小祿親方良忠）、度支官向汝霖（恩河親方朝恒）、日帳主取向永功（牧志親雲上朝忠）犯法。向允讓與尚健（伊江王子朝忠）、夏超羣（摩文仁親方賢由）、向克約（宇地親方朝真）被任命為奉行，翁世傑（誌喜屋武之子親雲上盛帛）、評定所主取向德裕（具志川里之子親雲上朝紀）二人為其係役，會同獄官，審問其罪。
咸豐十一年（1861年），攝政尚惇（大里王子朝教）請求致仕，由向允讓繼任。向允讓被升為「王子」位階，唐名改為尚允讓，賜與那城間切地頭職，和名改稱與那城王子朝紀。同治二年（1863年），因薩摩藩實際掌權者島津久光獲賜白劒、已故藩主島津齊彬被追賜權中納言官職和從三位位階，尚允讓奉命出使薩摩藩慶祝。同治十一年（1872年）因病致仕。
此後尚允讓的詳細經歷不見於琉球官方史料的記載。然而，中國國家圖書館中藏有清代鈔本《琉球國向克讓等禀》一書，為光緒五年（1879年）五月「琉球國前任國相向克讓、法司毛允良、馬克丞暨眾官眾士民人等」向清廷「陳實情，奉請救君護國，以免憂苦事」的禀文。此向克讓應是曾任攝政的尚允讓，馬克丞當為曾擔任過三司官的馬克承（小祿親方良忠）。由此可知尚允讓直到琉球處分之後依然活著，並且積極參與了琉球復國運動。2002年，此鈔本的內容被收錄於《国家图书馆藏琉球资料续编》一書中。